# 僕のショパン
『僕のショパン』（ぼくのショパン）は、桃雪琴梨による日本の漫画。史実を元にショパンとリストの友情が描かれている。後世で忘れられつつあるショパンの存命当時のキャラクターを再発見し、ショパンとリストの関係に焦点を当てた漫画として日本初の作品となる。2009年12月から2010年9月まではYOMBAN、2010年10月から2011年6月までは週2コミック! ゲッキン、2011年7月から連載終了の2012年12月まではWebコミックゲッキンで連載された。全2巻。

## あらすじ
参考文献として挙げられているリストの著作「ショパンの芸術と生涯」に沿い、リストがショパンの秘密を解いていく形で物語が展開されていく。

## 登場人物
フレデリック・ショパン
本作の主人公。ツンデレ乙女男子なピアニスト兼作曲家。意志の強さと天使のような可愛さを合わせ持つ。
フランツ・リスト
俺様なヨーロッパNo.1のピアニストでショパンといつも一緒にいる。ショパンの死後いち早くショパンの伝記を書く。
ロベルト・シューマン
元祖オタクな作曲家兼音楽評論家。架空の脳内同盟『ダヴィッド同盟』を結成。
フェリックス・メンデルスゾーン
インテリお坊ちゃまなピアニスト兼指揮者。裕福な家柄に生まれ音楽大学を設立。
エクトル・ベルリオーズ
リヒャルト・ワーグナー
ジギスモント・タールベルク
フェルディナント・ヒラー
ジョルジュ・サンド
モーリス・サンド
ソランジュ・サンド
マリー・ダグー
クララ・シューマン
ファニー・メンデルスゾーン
マリー・モーク
ハンス・フォン・ビューロー
コジマ・ワーグナー
ジャコモ・マイアベーア
フリードリヒ・カルクブレンナー
アストルフ・ド・キュスティーヌ
ウジェーヌ・ドラクロワ
ルイジ・ケルビーニ
アントニーン・レイハ
フリードリヒ・ヴィーク
フランソワ＝ジョゼフ・フェティス
ジェーン・スターリング
キャサリン・アースキン
ベティ・フォン・ロスチャイルド
オーギュスト・クレサンジェ
ヴォイチェフ・グジマワ
ユゼフ・エルスネル
ユリアン・フォンタナ
ティトゥス・ヴォイチェホフスキ
ヤン・マトゥシンスキ
ニコラ・ショパン
ユスティナ・ショパン
エミリア・ショパン
コンスタンツヤ・グワトコフスカ
マリア・ヴォジンスカ
カール・フィルチ
アドルフ・グートマン
ヴィルヘルム・フォン・レンツ
ルートヴィヒ・レルシュタープ

## 単行本
エーモーションコミックス（角川グループパブリッシング）
1. 2011年1月 ISBN 978-4-04-899207-7
2. 2012年3月 ISBN 978-4-04-899244-2

B's-LOG COLLECTION（エンターブレイン）
- 僕のショパン 公式フォトブック　2011年4月25日 ISBN 978-4-0472-7252-1

## 名曲集&ドラマCDシリーズ
| タイトル                                                | 販売日                  | レーベル |
| ------------------------------------------------------- | ----------------------- | -------- |
| 僕のショパン 名曲集&ドラマCDシリーズ ♯1ショパン         | 2010年5月26日           | バップ   |
| 僕のショパン 名曲集&ドラマCDシリーズ ♯2リスト           | 2010年8月25日           | バップ   |
| 僕のショパン 名曲集&ドラマCDシリーズ ♯3シューマン       | 2010年10月27日          | バップ   |
| 僕のショパン 名曲集&ドラマCDシリーズ ♯4メンデルスゾーン | 2010年12月22日          | バップ   |
| 僕のショパン ♯5ティトゥス                               | 4巻予約時の全話購買特典 | バップ   |

ピアノ演奏：安達朋博（♯1-♯4）
キャスト
- フレデリック・ショパン：鈴村健一（♯1-♯5）
- フランツ・リスト：小野大輔（♯1-♯5）
- ティトゥス・ヴォイチェホフスキ：森川智之（♯2・♯5）
- ジャコモ・マイアベーア：堀内賢雄（♯2）
- ロベルト・シューマン：吉野裕行（♯3・♯4）
- フェリクス・メンデルスゾーン：遊佐浩二（♯3・♯4）
- フリードリヒ・カルクブレンナー：置鮎龍太郎（♯4）]

## コラボ企画
漫画「僕のショパン」が月刊のクラシック音楽雑誌「CHOPIN （ショパン）」2011年2月号の表紙を飾り、著者にインタビューが組まれた。

## 影響
「僕のショパン」が発表されて以降、歴史上の作曲家たちをキャラクター化したスマホゲーム、コミカライズ作品、アニメなどが次々と作られている。
歴史創作ジャンルにおいて「僕のショパン」は、音楽家たちをキャラクター化した先駆け的作品となった。

## 参考資料
- 桃雪琴梨(漫画家)×安達朋博(ピアニスト)「Pianist One day & Special Interview No.184」CHOPIN magazine325号、2011年